# HUNTER×HUNTER
《HUNTER×HUNTER》（日语：ハンター×ハンター）是由日本漫畫家冨樫義博所編繪的日本漫畫作品，在日本《週刊少年Jump》1998年第14期開始連載至今，目前不定期连载中。

## 故事簡介
劇情描述一位12歲少年小傑·富力士尋找父親——金·富力士的故事。獵人（HUNTER）一詞是故事設定的世界中各種領域的社會菁英。此外，此本作的角色及設定用語請參考以下條目介紹。
獵人試驗篇
漫畫：No.001～038（單行本1～5卷）；1999年動畫：1～31話；2011年動畫：1～21話
自小生長在鯨魚島的小傑小時候因誤入母狐熊的勢力範圍，就快要被攻擊時，一名路過、名叫凱特的男子救了他。原來凱特是他的父親──金的徒弟，凱特告訴小傑許多關於他的父親及獵人相關的事情，因此小傑對金及獵人這個職業有很大的憧憬。他在考試的過程中結識古拿比加、雷歐力、奇犽等好友，並與西索結下再戰之緣。最後，在互相幫助下小傑通過試驗成為獵人。
揍敵客家族篇
漫畫：No.039～043（單行本5卷）；1999年動畫：32～36話；2011年動畫：22～26話
小傑、古拿比加和雷歐力皆通過了獵人試驗，為了帶回回到家族的奇犽，三人往奇犽的家出發。三人順利地來到奇犽家門口卻無法進去，原來要進入揍敵客家必須打開沉重的「試煉之門」，否則就會被看門犬視為入侵者後咬死。後來在大門看守人皆卜戎的協助下，三人終於具備開門的能力，往本邸前進。被囚禁在家的奇犽在得知小傑等人已來到家中，在與父親長談後便前往與其會合；雖然奇犽的母親反對父親這麼做，但奇犽的父親卻意味深長的表示，奇犽總有一天會再回來。
在奇犽還未與三人會合的空檔，揍敵客管家梧桐對三人進行「猜銅板」考驗，並透過此考驗給予小傑忠告。四人再次團聚後，雷歐力為了準備醫學院的考試要離開，奇犽和小傑則一起行動，古拿比加則在獵人試驗時，從西索口中得知幻影旅團線索與西索約在九月友克鑫市碰面，在那之前準備利用獵人身份開始工作與尋找族人的眼睛「火紅眼」，四人相約在九月一日友克鑫市見。
天空鬥技場篇
漫畫：No.044～063（單行本5～7卷）；1999年動畫：37～44話；2011年動畫：27～36話
小傑為了要再次與西索交手，便與奇犽一起去天空競技場修練順便賺錢。在那裏，奇犽和同年的智喜對戰，並對智喜未知的力量感到疑惑，兩人見到智喜的師父雲古、得知那是神秘的念能力，雲古便協助他們開發這種力量。因為小傑在修行「凝」時，所放出來的念能力，表現令西索激賞，也因此西索答應與小傑展開戰鬥的約定。雖然結果是西索輕鬆勝利，不過小傑也終於還了西索在試驗時給予協助的人情，之後小傑和奇犽跟著雲古和智喜修練，某天疾鬥及狸狽多以卑鄙手段逼迫兩人與他們展開戰鬥，但最終結果由小傑和奇犽獲得勝利，此戰過後兩人也離開天空競技場，決定回到鯨魚島。
返回鯨魚島篇
漫畫：No.064～070（單行本8卷）；1999年動畫：45～47話；2011年動畫：37～40話
小傑與奇犽回到小傑生長的故鄉──鯨魚島。而後米特阿姨把小傑父親金‧富力士所留下的小箱子交給小傑。小傑從而得知「貪婪之島」（G.I）的存在。
友克鑫市篇（幻影旅團篇）
漫畫：No.071～119（單行本8～13卷）；1999年動畫：48～62話、OVA第1期全8話；2011年動畫：41～58話
主角4人再次在友克鑫市相遇。故事世界中最大規模的拍賣會在友克鑫市舉行。小傑、奇犽和雷歐力湧進各種方法籌集資金購買名稱為「貪婪之島」的遊戲，這是藏有金的線索的遊戲，在過程中也與古拿比加的仇人幻影旅團發生衝突。最後小傑和奇犽順利得到玩遊戲的資格，四人再次各自旅程。
貪婪之島篇
漫畫：No.120～185（單行本13～18卷）；OVA第2、第3期全22話；2011年動畫：59～75話
小傑與奇犽進入由金與他的朋友們所製作──獵人專用的夢幻電玩遊戲《貪婪之島》，當他們進入遊戲之沒過多久就見識到此遊戲的危險之處──並遇到了神祕少女比司吉，她看不下去小傑和奇犽的戰鬥方式，要他們拜自己為師，之後兩人在比司吉的指導下修行並且一路闖關，在最後打倒了貪婪之島中的兇惡玩家炸彈魔甘舒，並取得一百張卡片、破關成功。
嵌合蟻篇
漫畫：No.186～318（單行本18～30卷）；2011年動畫：76～136話
小傑與奇犽使用貪婪之島破關獎品打算去找金。但是在那裏等著的並不是金，而是凱特。凱特他們在未確認生物的探索和調查中，發現巨型嵌合蟻的殘骸，一行人前往NGL。小傑和奇犽瞭解嵌合蟻的強大，在凱特的犧牲下逃出NGL。在討伐隊還尚未準備完全之際，嵌合蟻王誕生了。王率領直屬護衛隊和一部份士兵，在背後統治東果陀共和國，打算進行『選別』（挑選）。為了防止更多的人死亡以及為凱特報仇，小傑一行人再次向嵌合蟻挑戰。
會長選舉・阿路加篇
漫畫：No.319～339（單行本30～32卷）；2011年動畫：137～148話
十二支登場，尼特羅會長於嵌合蟻之役死後，從獵人協會會長退位，開始選拔新的獵人協會會長。全世界的獵人為了新的獵人會長選舉一事紛紛開始活動；另一方面，奇犽為了拯救傷重的小傑而再度回到揍敵客家族，需要阿路加的能力救活小傑。
暗黑大陸・王位繼承篇
漫畫：No.340～（單行本33卷～）
有天自稱尼特羅之子的比洋德·尼特羅在卡丁帝國支持下向全世界發表招募同伴前往暗黑大陸的影片，在十二支們接獲V5所發出的「追捕比洋德」命令的同一時間，比洋德主動前來被逮捕並要求交換條件──十二支需陪同他一起至暗黑大陸。同時雷歐力和酷拉皮卡加入十二支並接替十二支的子、亥之位置。
金以No.2身分加入比洋德雇用前往暗黑大陸的專家團隊，後來當卡丁帝國的船發出後，和其他包括12支的獵人也登上船，酷拉皮卡成為第八王妃奧伊特和第十四王子的保鑣，其目的為第四王子手上收藏的族人眼睛。船的目的地為鄰近暗黑大陸邊界的假想「新大陸」，航行過程中，王位爭奪戰正式展開。

## 發展

### 連載與休刊
漫畫於1998年開始在《週刊少年Jump》上連載。從隔年的1999年開始每年至少都會休刊十期以上，多半是跳期休刊，較少出現長時間連續的休刊。2006年後轉為長期休刊。
2006年最開始的01號至06/07合併號皆為休刊。在2006年08號連載4話至2006年11號後進入無限期休刊：
- 進入無限期休刊後初次連載再開：《週刊少年Jump》2007年45號（2007年10月6日）至2008年02號（2007年12月10日）。從261話連載至270話後休刊。
- 第二次連載再開：《週刊少年Jump》2008年14號（2008年3月3日）至2008年24號（2008年5月12日）。從271話連載至280話後休刊。
- 第三次連載再開：《週刊少年Jump》2008年45號（2008年10月6日）至2009年02號（2008年12月8日）。從281話連載至290話後休刊。
- 第四次連載再開：《週刊少年Jump》2010年5/6合併號（2010年1月4日）至2010年26號（2010年5月31日）。從291話連載至310話後休刊。
- 第五次連載再開：《週刊少年Jump》2011年34號（2011年8月8日）至2012年16號（2012年3月19日）。從311話連載至340話後休刊。
- 《酷拉皮卡追憶篇》：《週刊少年Jump》2013年01號（2012年12月3日）至2013年02號（2012年12月10日）。是分前後篇刊登的短篇故事。
- 第六次連載再開：《週刊少年Jump》2014年27號（2014年6月2日）至2014年37/38合併號（2014年8月11日）。從341話連載至349話後休刊。期間32號、36號兩期休刊。
- 第七次連載再開：《週刊少年Jump》2016年20號（2016年4月18日）至2016年31號（2016年7月4日）。從350話連載至360話後休刊。
- 第八次連載再開：《週刊少年Jump》2017年30號（2017年6月26日）至2017年40號（2017年9月4日）。從361話連載至370話後休刊。
- 第九次連載再開：《週刊少年Jump》2018年09號（2018年1月29日）至2018年18號（2018年4月2日）。從371話連載至380話後休刊。
- 第十次連載再開：《週刊少年Jump》2018年43號（2018年9月22日）至2018年52號（2018年11月26日）。從381話連載至390話後休刊。
- 第十一次連載再開：《週刊少年Jump》2022年47號（2022年10月24日）至2023年04/05合併號（2022年12月26日）。從391話連載至400話後休刊。未來將不以周刊形式連載。
- 第十二次連載再開：《週刊少年Jump》2024年45號（2024年10月7日）至2025年02號（2024年12月9日）。從401話連載至410話後休刊。

在《週刊少年Jump》2023年2號（2022年12月12日發售）上，根據助手種花的說法，第391話至未來的第430話皆在四年前（2018年左右）就寫好了。

## 出版書籍
單行本
| 冊數 | 日文標題           | 台灣標題      | 香港標題      | 集英社         | 集英社                 | 東立出版社     | 東立出版社             | 文化傳信       | 文化傳信               |
| 冊數 | 日文標題           | 台灣標題      | 香港標題      | 發售日期       | ISBN                   | 發售日期       | ISBN                   | 發售日期       | ISBN                   |
| ---- | ------------------ | ------------- | ------------- | -------------- | ---------------------- | -------------- | ---------------------- | -------------- | ---------------------- |
| 1    |                    | 出發的日子    | 踏上征途      | 1998年6月4日   | ISBN 4-08-872571-9     | 1998年11月10日 | ISBN 957-34-7196-5     | 1998年10月1日  | ISBN 978-962-6916-27-8 |
| 2    |                    | 霧中攻防      | 霧中攻防戰    | 1998年9月2日   | ISBN 4-08-872606-5     | 1999年1月10日  | ISBN 957-34-7197-3     | 1998年12月1日  | ISBN 978-962-6916-28-5 |
| 3    |                    | 決戰          | 決戰          | 1998年11月4日  | ISBN 4-08-872630-8     | 1999年4月20日  | ISBN 957-34-7198-1     | 1999年2月1日   | ISBN 978-962-6916-29-2 |
| 4    |                    | 最終試驗開始! | 最終測試開始! | 1999年2月4日   | ISBN 4-08-872672-3     | 1999年5月10日  | ISBN 957-34-8141-3     |                | ISBN 978-962-6916-30-8 |
| 5    |                    | ·富力士       | 仁·費格斯     | 1999年4月30日  | ISBN 4-08-872713-4     | 1999年6月25日  | ISBN 957-34-8142-1     | 1999年11月1日  | ISBN 978-962-6918-09-8 |
| 6    |                    | 西索的條件    | 畢索加的條件  | 1999年10月4日  | ISBN 4-08-872749-5     | 1999年12月25日 | ISBN 957-34-8725-X     | 1999年12月25日 | ISBN 957-34-8725-X     |
| 7    |                    | 重新出發      | 關鍵時刻      | 1999年12月22日 | ISBN 4-08-872788-6     | 2000年3月5日   | ISBN 957-34-8726-8     |                | ISBN 978-962-6918-42-5 |
| 8    | オークション開催!! | 拍賣會開始!   | 拍賣會開鑼!!  | 2000年4月4日   | ISBN 4-08-872847-5     | 2000年6月20日  | ISBN 957-34-9755-7     | 2000年5月1日   | ISBN 978-962-6918-80-7 |
| 9    | 9月1日             | 9月1日        | 九月一日      | 2000年7月4日   | ISBN 4-08-872890-4     | 2000年9月20日  | ISBN 957-34-9756-5     | 2000年8月1日   | ISBN 978-962-6919-10-1 |
| 10   | 9月3日             | 9月3日        | 九月三日      | 2000年11月2日  | ISBN 4-08-873021-6     | 2001年5月5日   | ISBN 957-73-1863-0     | 2001年5月22日  | ISBN 978-962-6919-92-7 |
| 11   | 9月4日             | 9月4日        | 九月四日      | 2001年3月2日   | ISBN 4-08-873087-9     | 2001年7月15日  | ISBN 957-73-1864-9     |                | ISBN 978-962-6800-77-5 |
| 12   |                    | 9月4日 其之二 | 九月四日之二  | 2001年7月4日   | ISBN 4-08-873135-2     | 2001年9月28日  | ISBN 957-69-9656-2     |                | ISBN 978-962-6801-49-9 |
| 13   | 9月10日            | 9月10日       | 九月十日      | 2001年11月2日  | ISBN 4-08-873180-8     | 2002年1月15日  | ISBN 957-69-9657-0     | 2001年12月1日  | ISBN 978-962-6802-32-8 |
| 14   |                    | 島之秘密      | 島的秘密      | 2002年4月4日   | ISBN 4-08-873262-6     | 2002年5月27日  | ISBN 986-11-0120-9     | 2002年5月1日   | ISBN 978-962-6803-52-3 |
| 15   |                    | 躍進          | 躍進          | 2002年10月4日  | ISBN 4-08-873314-2     | 2002年11月19日 | ISBN 986-11-0462-3     |                | ISBN 978-962-6805-32-9 |
| 16   |                    | 對決          | 對決          | 2003年2月4日   | ISBN 4-08-873382-7     | 2003年3月15日  | ISBN 986-11-1936-1     | 2003年3月1日   | ISBN 978-962-6806-36-4 |
| 17   |                    | 三方攻防      | 三方的攻防戰  | 2003年6月4日   | ISBN 4-08-873443-2     | 2003年7月20日  | ISBN 986-11-2345-8     | 2003年8月1日   | ISBN 978-962-6807-34-7 |
| 18   |                    | 邂逅          | 邂逅          | 2003年10月3日  | ISBN 4-08-873516-1     | 2003年8月20日  | ISBN 986-11-2592-2     |                | ISBN 978-962-6808-65-8 |
| 19   | NGL                | NGL           | NGL           | 2004年2月4日   | ISBN 4-08-873562-5     | 2004年2月25日  | ISBN 986-11-3646-0     |                | ISBN 978-962-6809-36-5 |
| 20   |                    | 弱點          | 弱點          | 2004年6月4日   | ISBN 4-08-873607-9     | 2004年8月10日  | ISBN 986-11-4045-X     | 2004年5月12日  | ISBN 978-962-6809-37-2 |
| 21   |                    | 重逢          | 再會          | 2005年2月4日   | ISBN 4-08-873661-3     | 2005年3月25日  | ISBN 986-11-6272-0     |                | ISBN 978-962-6809-38-9 |
| 22   | 8-(1)              | 8-①           | 8-①           | 2005年7月4日   | ISBN 4-08-873792-X     | 2005年10月4日  | ISBN 986-11-7252-1     |                | ISBN 978-962-6809-39-6 |
| 23   | 6-(1)              | 6-①           | 6-①           | 2006年3月3日   | ISBN 4-08-873882-9     | 2006年5月8日   | ISBN 986-11-7253-X     |                | ISBN 978-962-6809-40-2 |
| 24   | 1-(4)              | 1-④           | 1-④           | 2007年10月4日  | ISBN 978-4-08-874453-7 | 2008年3月10日  | ISBN 978-986-11-8385-5 |                | ISBN 978-962-8987-42-9 |
| 25   |                    | 攻堅          | 闖入          | 2008年3月4日   | ISBN 978-4-08-874535-0 | 2008年7月18日  | ISBN 978-986-10-1787-7 |                | ISBN 978-962-8988-82-2 |
| 26   |                    | 再會          | 再會          | 2008年10月3日  | ISBN 978-4-08-874610-4 | 2008年12月4日  | ISBN 978-986-10-1788-4 | 2008年12月6日  | ISBN 978-988-8008-54-4 |
| 27   |                    | 名字          | 名字          | 2009年12月25日 | ISBN 978-4-08-870065-6 | 2010年4月1日   | ISBN 978-986-10-2936-8 |                | ISBN 978-988-8024-20-9 |
| 28   |                    | 再生          | 再生          | 2011年7月4日   | ISBN 978-4-08-870326-8 | 2011年12月14日 | ISBN 978-986-10-2937-5 | 2011年11月17日 | ISBN 978-988-8113-27-9 |
| 29   |                    | 記憶          | 記憶          | 2011年8月4日   | ISBN 978-4-08-870327-5 | 2012年1月20日  | ISBN 978-986-10-8337-7 | 2011年11月     | ISBN 978-988-8112-98-2 |
| 30   |                    | 回答          | 回答          | 2012年4月4日   | ISBN 978-4-08-870450-0 | 2012年7月9日   | ISBN 978-986-10-9986-6 | 2012年8月      | ISBN 978-988-8114-53-5 |
| 31   |                    | 參戰          | 參戰          | 2012年12月4日  | ISBN 978-4-08-870697-9 | 2013年3月15日  | ISBN 978-986-324-796-8 | 2013年3月      | ISBN 978-988-8194-70-4 |
| 32   |                    | 完全落敗      | 大敗          | 2012年12月28日 | ISBN 978-4-08-870698-6 | 2013年4月19日  | ISBN 978-988-8320-94-3 | 2013年3月      | ISBN 978-988-8194-73-5 |
| 33   |                    | 災厄          | 災害          | 2016年6月3日   | ISBN 978-4-08-880352-4 | 2016年7月27日  | ISBN 978-986-470-526-9 | 2016年7月30日  | ISBN 978-988-8319-95-4 |
| 34   |                    | 死鬥          | 死鬥          | 2017年6月26日  | ISBN 978-4-08-881248-9 | 2017年8月2日   | ISBN 978-986-486-558-1 | 2017年9月9日   | ISBN 978-988-8318-17-9 |
| 35   |                    | 念獸          | 念獸          | 2018年2月2日   | ISBN 978-4-08-881455-1 | 2018年3月26日  | ISBN 978-957-26-0761-9 | 2018年3月27日  | ISBN 978-988-8319-95-4 |
| 36   |                    | 均衡          | 均衡          | 2018年10月9日  | ISBN 978-4-08-881640-1 | 2018年12月21日 | ISBN 978-957-262-043-4 | 2018年11月16日 | ISBN 978-988-8510-45-0 |
| 37   |                    | 逃脫          | 逃出          | 2022年11月4日  | ISBN 978-4-08-883365-1 | 2022年12月30日 | ISBN 978-626-347-463-5 | 2023年2月3日   | ISBN 978-988-8721-98-6 |
| 38   |                    | 創立          | 結成          | 2024年9月4日   | ISBN 978-4-08-884279-0 | 2024年12月23日 | ISBN 978-626-02-2949-8 | 2025年1月17日  | ISBN 978-988-8723-16-4 |

### 公式書
HUNTER X HUNTER 獵人導讀
| 冊數 | 集英社       | 集英社             | 東立出版社    | 東立出版社             |
| 冊數 | 發售日期     | ISBN               | 發售日期      | ISBN                   |
| ---- | ------------ | ------------------ | ------------- | ---------------------- |
| 全   | 2004年6月4日 | ISBN 4-08-873701-6 | 2011年11月2日 | ISBN 978-986-10-8147-2 |

### 總集篇
| 冊數 | 集英社         | 集英社                 |
| 冊數 | 發售日期       | ISBN                   |
| ---- | -------------- | ---------------------- |
| 1    | 2011年12月9日  | ISBN 978-4-08-111039-1 |
| 2    | 2012年1月13日  | ISBN 978-4-08-111040-7 |
| 3    | 2012年2月10日  | ISBN 978-4-08-111041-4 |
| 4    | 2012年3月9日   | ISBN 978-4-08-111042-1 |
| 5    | 2012年4月13日  | ISBN 978-4-08-111043-8 |
| 6    | 2012年5月11日  | ISBN 978-4-08-111044-5 |
| 7    | 2013年12月20日 | ISBN 978-4-08-111067-4 |
| 8    | 2014年1月24日  | ISBN 978-4-08-111068-1 |
| 9    | 2014年2月21日  | ISBN 978-4-08-111069-8 |
| 10   | 2014年3月22日  | ISBN 978-4-08-111070-4 |
| 11   | 2014年4月18日  | ISBN 978-4-08-111071-1 |

## 動畫

### JSAT版（1998年）
1998年，在Jump Super Anime Tour '98上映的試作OVA，為非賣品。人物設計上酷拉皮卡髮色非現行金色、而是棕色。

#### 製作人員
- 監督 - 阿部記之
- 腳本 - 橋本裕志
- 色彩設計：浅井聰子
- 人物設計 - 北山真理
- 作画監督 - 大西雅也
- 美術監督 - 高田茂祝
- 攝影監督 - 宮川晴年
- 音響監督 - 阿部記之
- 製作人 - 荻野賢、大德哲雄
- 動畫製作 - Studio Pierrot
- 製作 - 集英社 週刊少年Jump

### 第一作（1999年）
「HUNTER×HUNTER」（無印）動畫從1999年10月16日至2001年3月31日在富士電視台播放，共62集。動畫版減少血腥鏡頭，而獵人試驗增加「軍艦島」等情節以刻畫各角色。TV版在友客鑫市篇前期就結束。其後以OVA繼續故事情節，第1期OVA有8集（2002年1月至4月），第2期OVA有8集（2003年2月至4月），第3期OVA有14集（2004年3月至8月）。

### 第二作（2011年）
2011年8月1日宣布重製動畫。製作公司為MADHOUSE，制作人員及聲優也啟用全新陣容，已於2011年10月2日在日本電視台播出。從天空鬥技場篇開始，每集新版動畫片尾後及下集預告之前會增加一小段小傑與奇犽的「獵人維基百科」，說明登場人物，從貪婪之島篇開始改為「貪婪之島教學(Greed Island Tutorial)」，說明有關貪婪之島的事情。於嵌合蟻篇後再改回原版本。

## 迴響

### 榮譽
截至2012年2月，漫畫單行本銷售量達6057萬本，卷均銷量首次達到200萬本。之後於2013年2月增加為6587萬本。單行本第25本至第29本均於日本一周漫畫銷售榜分別排名前十名。《HUNTER×HUNTER》也是2012年和2013年均排名第八名的最暢銷漫畫，分別銷售3439839和4231475本。2022年7月，官方宣布單行本（含電子版）累計銷量突破8400萬。

### 漫畫歷年銷量
| 年份   | 累積發行量 | 單行本數量 | 卷均銷量 | 備註 |
| ------ | ---------- | ---------- | -------- | ---- |
| 2002年 | 2300萬     | 13卷       | 177萬    |      |
| 2004年 | 3000萬     | 20卷       | 150萬    |      |
| 2007年 | 4000萬     | 24卷       | 167萬    |      |
| 2008年 | 4200萬     | 26卷       | 162萬    |      |
| 2009年 | 4500萬     | 27卷       | 167萬    |      |
| 2010年 | 5000萬     | 28卷       | 179萬    |      |
| 2012年 | 6057萬     | 30卷       | 202萬    |      |
| 2013年 | 6587萬     | 32卷       | 205萬    |      |
| 2014年 | 6630萬     | 32卷       | 207萬    |      |
| 2016年 | 6800萬     | 33卷       | 206萬    |      |
| 2017年 | 7000萬     | 34卷       | 206萬    |      |
| 2018年 | 7360萬     | 35卷       | 210萬    |      |
| 2020年 | 7800萬     | 36卷       | 217萬    |      |
| 2022年 | 8400萬     | 36卷       | 233萬    |      |

電視動畫於2001年2月的日本前十名電視動畫收視率中排名第六。2000年於第22屆Animage動畫大獎賽中得到78票，獲得第16名；次年得到322票，獲得第4名。

### 關於作者
作者冨樫義博通常以戴著狗面具和方形眼鏡的奇特形像在漫畫中穿插出現（新版時外型大幅美化，為綠色長髮的美男子）。第一次出現，他給讀者一些關於西索童年的簡單陳述；第二次出現在小傑和奇犽利用網路賺錢失敗時，他給讀者關於網路買賣的簡短警告。兩次出現可看作多餘的情節，而且角色們都不理會他的出現。
2006年在漫畫講述到NGL篇的中途多次拖稿，以患流行性感冒為主因，該年度只有連載六話。

### 角色性別爭議
- 柯特

奇犽的弟弟柯特通常以女性和服出現，外表看起來像是女性，並且由女性聲優配音，但第一人稱為「僕」。在「Hunter×Hunter獵人協會公式說明書」中寫明：「柯特為揍敵客家五兄弟中最小的弟弟」、「柯特是極有前途的和服少年」。「Hunter×Hunter」小說卻設定為女性。
- 阿路加

奇犽的弟弟阿路加通常以巫女服出現，外表看起來像是女性，並且由女性聲優配音。在「Hunter×Hunter獵人導讀」中寫明：「奇犽的弟弟阿路加」。在週刊少年Jump「Hunter×Hunter」第341話連載的角色設定介紹裡也寫著：「阿路加為揍敵客家的四男」。但在漫畫裡伊耳謎稱其為弟弟，奇犽卻稱其為妹妹。
- 尼飛彼多

尼飛彼多是蟻王三大直屬護衛中最早誕生的一名，名字為女王所取。外表看起來像是女性，並且由女性聲優配音。但使用日文的“ぼく”（日語男性常用）自稱且根據凱特的說法，嵌合蟻除女王外均為雄性，因此有漫畫讀者推測尼飛彼多為男性；另一方面，根據動畫中的體型相貌、行動舉止及聲優的演繹，尼飛彼多表現出明顯的女性特徵，因此部分觀眾推測其性別為女性。

### 來源
1. ↑  《週刊少年Jump》2023年2號作者留言：
2. ↑  . Yahoo!ニュース. 2022-12-12  [2022-12-31]. （原始内容存档于2022-12-31） （日语）.
3. ↑  . KAI-YOU.net | POP is Here . 2022-12-12  [2022-12-31]. （原始内容存档于2023-01-17） （日语）.
4. ↑  . TV Drama Database.   [2014年11月12日]. （原始内容存档于2014年11月12日） （日语）.
5. ↑  . Anime News Network. 2001年12月7日  [2015年1月1日]. （原始内容存档于2014年10月8日） （英语）.
6. ↑  . Anime News Network. 2011年8月1日  [2014年11月12日]. （原始内容存档于2014年11月6日） （英语）.
7. ↑  . TV Drama Database.   [2014年11月12日]. （原始内容存档于2014年11月12日） （日语）.
8. ↑  . Anime News Network. 2012年10月23日  [2014年12月18日]. （原始内容存档于2016年10月8日） （英语）.
9. ↑   (PDF). 集英社.   [2014年12月18日]. （原始内容 (PDF)存档于2014年4月4日） （日语）.
10. ↑  . Anime News Network. 2008年3月15日  [2014年12月23日]. （原始内容存档于2014年11月8日）.
11. ↑  . Anime News Network. 2008年10月9日  [2014年12月23日]. （原始内容存档于2014年12月3日） （英语）.
12. ↑  . Anime News Network. 2009年12月30日  [2014年12月23日]. （原始内容存档于2014年10月30日） （英语）.
13. ↑  . Anime News Network. 2011年7月13日  [2014年12月23日]. （原始内容存档于2015年1月5日） （英语）.
14. ↑  . Anime News Network. 2011年8月10日  [2014年12月23日]. （原始内容存档于2014年12月2日） （英语）.
15. ↑  . Anime News Network. 2012年12月2日  [2014年12月23日]. （原始内容存档于2014年12月17日） （英语）.
16. ↑  . Anime News Network. 2013年12月1日  [2014年12月23日]. （原始内容存档于2013年12月2日） （英语）.
17. ↑  .   [2022-07-04]. （原始内容存档于2022-08-02） （日语）.
18. ↑  . ICV2. 2001年3月14日  [2010-11-09]. （原始内容存档于2010-01-06） （英语）.
19. ↑  . Animage.   [2014年12月30日]. （原始内容存档于2011年1月3日） （日语）.
20. 1 2  . Animage.   [2014年12月30日]. （原始内容存档于2010年10月19日） （日语）.
21. ↑  . 2008-02-08  [2014-05-30]. （原始内容存档于2014-05-31）.
22. ↑  . 2008-02-08  [2014-05-30]. （原始内容存档于2014-05-31）.
23. ↑  . 2014-05-28  [2014-05-30]. （原始内容存档于2014-05-31）.

### 書籍資訊
1. ↑  . 集英社.   [2011-12-03]. （原始内容存档于2008-12-30） （日语）.
2. ↑  . 集英社.   [2011-12-03]. （原始内容存档于2008-12-30） （日语）.
3. ↑  . 集英社.   [2011-12-03]. （原始内容存档于2008-12-30） （日语）.
4. ↑  . 集英社.   [2011-12-03]. （原始内容存档于2008-12-30） （日语）.
5. ↑  . 集英社.   [2011-12-03]. （原始内容存档于2008-12-30） （日语）.
6. ↑  . 集英社.   [2011-12-03]. （原始内容存档于2008-12-30） （日语）.
7. ↑  . 集英社.   [2011-12-03]. （原始内容存档于2008-12-30） （日语）.
8. ↑  . 集英社.   [2011-12-03]. （原始内容存档于2008-12-30） （日语）.
9. ↑  . 集英社.   [2011-12-03]. （原始内容存档于2008-12-30） （日语）.
10. ↑  . 集英社.   [2011-12-03]. （原始内容存档于2008-12-30） （日语）.
11. ↑  . 集英社.   [2011-12-03]. （原始内容存档于2008-12-30） （日语）.
12. ↑  . 集英社.   [2011-12-03]. （原始内容存档于2008-12-30） （日语）.
13. ↑  . 集英社.   [2011-12-03]. （原始内容存档于2008-12-30） （日语）.
14. ↑  . 集英社.   [2011-12-03]. （原始内容存档于2013-07-23） （日语）.
15. ↑  . 集英社.   [2011-12-03]. （原始内容存档于2013-07-31） （日语）.
16. ↑  . 集英社.   [2011-12-03]. （原始内容存档于2013-06-17） （日语）.
17. ↑  . 集英社.   [2011-12-03]. （原始内容存档于2013-06-28） （日语）.
18. ↑  . 集英社.   [2011-12-03]. （原始内容存档于2013-06-30） （日语）.
19. ↑  . 集英社.   [2011-12-03]. （原始内容存档于2014-08-15） （日语）.
20. ↑  . 集英社.   [2011-12-03]. （原始内容存档于2013-06-19） （日语）.
21. ↑  . 集英社.   [2011-12-03]. （原始内容存档于2014-08-15） （日语）.
22. ↑  . 集英社.   [2011-12-03]. （原始内容存档于2013-07-27） （日语）.
23. ↑  . 集英社.   [2011-12-03]. （原始内容存档于2013-07-21） （日语）.
24. ↑  . 集英社.   [2011-12-03]. （原始内容存档于2014-08-15） （日语）.
25. ↑  . 集英社.   [2011-12-03]. （原始内容存档于2012-01-18） （日语）.
26. ↑  . 集英社.   [2011-12-03]. （原始内容存档于2012-03-20） （日语）.
27. ↑  . 集英社.   [2011-12-03]. （原始内容存档于2013-02-23） （日语）.
28. ↑  . 集英社.   [2011-12-03]. （原始内容存档于2011-09-03） （日语）.
29. ↑  . 集英社.   [2011-12-03]. （原始内容存档于2011-09-24） （日语）.
30. ↑  . 集英社.   [2012-04-07]. （原始内容存档于2012-02-22） （日语）.
31. ↑  . 集英社.   [2012-12-04]. （原始内容存档于2012-11-21） （日语）.
32. ↑  . 集英社.   [2012-12-28]. （原始内容存档于2012-11-21） （日语）.
33. ↑  . 集英社.   [2016-06-02]. （原始内容存档于2016-06-11） （日语）.
34. ↑  . 集英社.   [2017-06-26]. （原始内容存档于2018-02-06） （日语）.
35. ↑  . 集英社.   [2018-01-19]. （原始内容存档于2018-01-03） （日语）.
36. ↑  . 集英社.   [2018-10-09]. （原始内容存档于2018-09-06） （日语）.
37. ↑  . 集英社.   [2022-10-24]. （原始内容存档于2022-11-14） （日语）.
38. ↑  . 集英社.   [204-09-04]. （原始内容存档于2024-09-04） （日语）.

## 外部連結
- HUNTER×HUNTER 第2作電視動畫官網（页面存档备份，存于） （日語）
- 作画@wiki - HUNTER×HUNTER（JSAT試作版）（页面存档备份，存于） （日語）
- 互联网电影数据库（IMDb）上《Hunter x Hunter (1999)》的资料（英文）
- 互联网电影数据库（IMDb）上《Hunter x Hunter (2011)》的资料（英文）
- 互联网电影数据库（IMDb）上《Hunter x Hunter OVA 1》的资料（英文）
- 互联网电影数据库（IMDb）上《Hunter x Hunter OVA 2: Greed Island》的资料（英文）
- 互联网电影数据库（IMDb）上《Hunter x Hunter: G.I. Final》的资料（英文）
- 互联网电影数据库（IMDb）上《劇場版 HUNTER×HUNTER 緋色の幻影》的资料（英文）
- 互联网电影数据库（IMDb）上《HUNTER×HUNTER The LAST MISSION》的资料（英文）